# Battaglia dell'Elleporo
La battaglia dell'Elleporo si disputò sulle rive del fiume omonimo, approssimativamente nel 389 a.C. e vide impegnati nel combattimento il tiranno Dionisio I di Siracusa contro la Lega Italiota capitanata da Elori di Siracusa. La battaglia portò all'immediato declino della Lega, nata pochi anni prima (393 a.C.?), che, nel giro di poco tempo, venne asservita al dominio del tiranno che le impose il compito di vegliare sulla sicurezza delle sue conquiste: ingiunzione, questa, innaturale per la coalizione stessa  nata, invece, per ostacolare il più possibile il crescente potere di Siracusa. La veridicità storica della battaglia è confermata anche da Polibio.

## Antefatti
La battaglia si disputò nel bel mezzo di una tra le spedizioni "punitive" che il tiranno organizzò per punire Reggio che, in principio, si oppose alla fortificazione siracusana di Messàna, ritenendola un'intimidazione alla guerra, che corrispose, poi, a un'offensiva contro questi lavori da parte della stessa Lega. La prima spedizione (durata comunque il tempo di un attacco) si ebbe poco tempo dopo la fortificazione.
La motivazione di queste spedizioni, oltre ai non determinanti odio e desiderio di vendetta (causato da questioni matrimoniali)che il tiranno sicuramente provava, viene spiegata da Diodoro Siculo con l'avvento della seconda spedizione (391 a.C.) contro sempre la medesima città che, però, fallì miseramente (forse anche grazie ai rinforzi navali di molte città della Lega Italiota, in particolare Crotone), nonostante l'esercito attaccante ammontasse a circa 20000 fanti, 1000 cavalieri e 120 navi
L'attacco e il desiderio di conquista di Reggio risultò troppo ghiotto per Dionisio, infatti, i Reggini non avevano alleati al tempo e i Lucani (alleati di Dionisio) imperversavano nel Bruzio; la situazione, insomma, per la città italiota non era delle più favorevoli.
Questo fu il motivo (a detta dello storico Diodoro) che spinse il tiranno a organizzare un'invasione nella penisola italiana:
(Diodoro Siculo, Bibliotheca historica XIV 100)

## Svolgimento
L'impresa della terza e ultima spedizione di Dionisio iniziò con l'assedio di Caulonia che, come mossa tattica obbligata, fece guadagnare tempo agli stessi Reggini nonché alle città del Bruzio e della Lega Italiota che iniziarono la coscrizione e riposero le speranze nella cittadina, che si riteneva fosse l'ultima spiaggia per poter arrestare l'avanzata Siracusana (che al tempo aveva, in qualità di stati vassalli, il dominio di tutta la Sicilia fuorché della zona nord-occidentale in mano a Cartagine). Una parte dei soldati arruolati dalla Lega fu costituita da siracusani, i quali uscirono dal confine della loro terra natia (diventando così, per la maggior parte, esuli politici) e si affidarono alle mani degli Italioti (della Lega in particolare); ciò si riconosce anche nel comandante dell'esercito dei Reggini: Elori di Siracusa. L'assedio proseguiva, ma la città, non ancora conquistata, fu presto abbandonata dall'esercito del tiranno che preferì schierarsi di fronte ai soldati di Elori composti in parte dai suoi 500 "fedelissimi". Ma a ben poco servirono i suoi uomini a difenderlo dai piani di Dionisio I che compì un'imboscata ed uccise il generale avversario. L'esercito fece dietro-front e non esitò a fuggire su un colle, il più lontano possibile dal campo di battaglia. I soldati, assediati, si arresero di lì a poco e i prigionieri risultarono più di 10000.

## Conseguenze
La battaglia dell'Elleporo non sancì automaticamente la caduta di Reggio (387-6 a.C.), che sarà poi sconfitta da Dionisio I di Siracusa (costretta anche a versare 300 talenti, un centinaio di ostaggi e la consegna delle navi, 70 circa in tutto) che ancora aveva le chiare intenzioni di vendicarsi dell'offesa subìta. Le conseguenze si fecero anche sentire sulla città di Caulonia (che venne poi lasciata a favore dei Locresi) che vide interrotta la coniatura di monete le quali vennero così sostituite con quelle siracusane. Un altro dato che suggellò queste nuove conquiste fu il cambiamento del "paese" di origine, che dalla conquista del tiranno divenne la città stessa di Siracusa. La spedizione sarà in futuro ricordata, principalmente, per il comportamento magnanimo che Dionisio I tenne nei confronti dei Reggini come nei confronti dei prigionieri della battaglia dell'Elleporo. Fu sempre Diodoro Siculo (unica fonte classica a noi rimasta sulla battaglia) che descrisse l'inaspettato comportamento del tiranno, che fu dagli altri sempre descritto sotto una luce negativa, così «[La liberazione dei 10000 prigionieri] parve la più bella di tutte le azioni che avesse mai fatto.». La fine della spedizione portò alla costruzione del muro scilletico (antica colonia di Scillezio), passante nei pressi di Caulonia, e alla deportazione degli abitanti delle città conquistate che vennero trasferiti in Sicilia. Taranto divenne la nuova sede della Lega italiota, così facendo Dionisio I si assicurò anche il dominio delle colonie iapigie, estendendo fino al mare Adriatico il suo potere.